# Tennessine
Tennessine (Eka-Astaat) is de  naam van het in 2010 ontdekte chemisch element uit het periodiek systeem met het atoomnummer 117. Het symbool van dit element is Ts.
Tot 2016 werd de systematische elementnaam ununseptium gebruikt met symbool Uus. In juni 2016 heeft de IUPAC voor dit element de naam tennessine voorgesteld. De uitgang -ine is naar analogie van de Engelse namen voor de halogenen, omdat tennessine in dezelfde groep staat als deze elementen (groep 17). De naam werd definitief op 28 november 2016 bij acceptatie.

## Ontdekking
In januari 2010 meldden wetenschappers van het Flerov Laboratory of Nuclear Reactions dat men erin geslaagd was, succesvol verval van het nieuwe element 117 vast te leggen:
{\displaystyle {\ce {^{48}_{20}Ca\,+_{97}^{249}Bk->_{117}^{297}Ts^{\star }->_{117}^{294}Ts\,+3_{0}^{1}n}}}
{\displaystyle {\ce {^{48}_{20}Ca\,+_{97}^{249}Bk->_{117}^{297}Ts^{\star }->_{117}^{293}Ts\,+4_{0}^{1}n}}}